# Skladišče
Skladišče je zgradba za shranjevanje dobrin. Skladišča uporabljajo proizvajalci, uvozniki, izvozniki, prodajalci na debelo, prevozniki, carine itd. Običajno so velike, preproste zgradbe v industrijskih območjih na obrobju mest ali vasi.
Skladišča imajo običajno nakladalne ploščadi za nalaganje in razlaganje dobrin s tovornjakov. Včasih so skladišča oblikovana za nakladanje dobrin neposredno z železnic, letališč in pristanišč. Pogosto imajo žerjave in viličarje za premikanje dobrin, ki so navadno na paletah po standardu ISO in nato naložene na stalaže za palete. Shranjene dobeine so npr. surovine, pakirani materiali, rezervni deli, sestavni deli ali končne dobrine s področja kmetijstva ali proizvodnje.
Skladišča običajno veljajo za industrijske zgradbe in se navadno nahajajo na industrijskih območjih (npr. na obrobju mesta). LoopNet kategorizira skladišča pod "industrijske" nepremičnine.

### Sistem za upravljanje skladišča (WMS)
Sistem za upravljanje skladišča (angleško Warehouse Management System, WMS) je programska rešitev, namenjena optimizaciji in upravljanju skladiščnih operacij v podjetju. WMS omogoča sledenje in nadzor nad premiki in lokacijami izdelkov v skladišču, upravljanje zaloge, načrtovanje prostora ter izvajanje drugih ključnih nalog v zvezi s skladiščenjem.
S pomočjo sistema WMS lahko podjetja učinkovito upravljajo skladiščne procese, kar vodi k izboljšanju produktivnosti, zmanjšanju napak in povečanju učinkovitosti. Sistem omogoča natančno sledenje zalog, hitro lociranje izdelkov, optimizirano uporabo prostora ter omogoča upravljanje vseh logističnih vidikov, povezanih s skladiščenjem.
Poleg tega je lahko sistem WMS integriran z drugimi informacijskimi sistemi, kot so sistemi za upravljanje dobavne verige in poslovni informacijski sistemi, kar zagotavlja usklajenost in sinhronizacijo podatkov med različnimi funkcijami in oddelki v podjetju.
Prednosti sistema WMS vključujejo boljše upravljanje zaloge, zmanjšanje izgubljenih izdelkov, večjo natančnost pri naročanju, izboljšanje hitrosti in učinkovitosti izvajanja nalog ter boljšo sledljivost in nadzor nad skladiščnimi operacijami.
Sistem WMS je ključnega pomena za podjetja, ki se ukvarjajo s skladiščenjem in logistiko, saj pomaga izboljšati učinkovitost, zmanjšati stroške ter zagotoviti hitrejše in zanesljivejše storitve strankam.

#### Prednosti uvedbe WMS-ja
Uspešna implementacija novega WMS prinaša številne koristi, ki pomagajo podjetju rasti in pridobiti zveste stranke. Prvi dejavnik, ki je vreden pozornosti, je upravljanje zalog v realnem času, ki pomaga tako logističnim ponudnikom storitev kot tudi njihovim strankam načrtovati vire in zaloge v skladu s potrebami. Ko podjetje za vsak premik izdelka v prostoru opravi kontrolo/skeniranje, so informacije o lokaciji izdelkov, upravljanju zaloge in drugih dejavnostih jasne, kar močno zmanjšuje možnost napačnega ravnanja z inventarjem. Tretji dejavnik, ki poudarja pomen sistemov WMS, je hitra dostava izdelkov, kar je izjemno cenjeno v današnjem hitrem tempu poslovanja in visoko konkurenčnem okolju. Prednosti naprednih sistemov WMS niso vidne samo pri pošiljanju izdelkov strankam/partnerjem, ampak tudi pri obdelavi vračil. Upravljanje s strankinimi vračili postane veliko lažje in učinkovitejše, če podjetje lahko spremlja in sledi vrnjenemu inventarju. Nazadnje, uspešna implementacija sistema WMS podjetju omogoča, da izvaja vse operacije brezhibno, kar vodi do izboljšane celotne zadovoljstva strank.